# The Church Hymn Book 1872
The Church Hymn Book är en psalmbok i 8:o-format utgiven i New York och Chicago 1872 på "Ivison, Blakeman Taylor and Company" förlag. Ansvarig redaktör var kyrkoherden Edwin F. Hatfield, som lämnade in den till kongressens bibliotek i Washington D. C. för att på så vis offentliggöra publikationen. Den fullständiga boktiteln är The Church Hymn Book for the worship of God.
Psalmboken innehåller 1464 numrerade psalmer, förord, flera register över innehållet, författarna och böner för olika tillfällen. Urvalet av psalmtexter är till största delen av frikyrklig karaktär och de mest förekommande psalmerna är av Isaac Watts, Charles Wesley, Philip Doddridge och John Newton. Flera kvinnor är registrerade som psalmförfattare och den mest representerade, med 57 psalmer, bland dem är Anne Steele.